# Desa Cisalada (administrativ by i Indonesien, lat -6,58, long 107,44)
Desa Cisalada är en administrativ by i Indonesien.   Den ligger i provinsen Jawa Barat, i den västra delen av landet, 80 km sydost om huvudstaden Jakarta.